# Fiodor Mołoczkow
Fiodor Fiodorowicz Mołoczkow (ros. Фёдор Фёдорович Молочков, ur. 28 czerwca 1906 we wsi Kołomienskoje w guberni moskiewskiej, zm. 6 września 1986 w Moskwie) – radziecki dyplomata.
Członek WKP(b), ukończył Wyższą Szkołę Dyplomatyczną Ludowego Komisariatu Spraw Zagranicznych ZSRR, od 1937 pracownik tego komisariatu, w październiku 1939 był chargé d'affaires ZSRR na Litwie. W 1940 pomocnik wiceministra ludowego komisarza spraw zagranicznych ZSRR, od 1940 do grudnia 1950 kierownik Wydziału Protokolarnego Ludowego Komisariatu/Ministerstwa Spraw Zagranicznych ZSRR, od 20 grudnia 1950 do 30 marca 1955 ambasador nadzwyczajny i pełnomocny ZSRR w Szwajcarii, od marca 1955 do czerwca 1969 kierownik Wydziału Protokolarnego MSZ ZSRR, od 28 maja 1969 do 8 lipca 1971 ambasador nadzwyczajny i pełnomocny ZSRR w Belgii.